# Guinejský frank
Guinejský frank je zákonným platidlem Guineje. Jeho ISO 4217 kód je GNF. Jedna setina franku je centime.

## Historie

### První guinejský frank
K náhradě CFA franku byl v roce 1959 uveden do oběhu první guinejský frank. Mince v hodnotách 1, 5, 10 a 25 franků byly vyraženy ze slitiny bronzu a hliníku. Bankovky v hodnotách 50, 100, 500, 1000, 5000 a 10 000 franků nesly datování rokem 1958. Druhá série datovaná 1er MARS 1960 byla uvedena od oběhu 1. března 1963 bez bankovky 10 000 franků. Tato série byla vydána bez otisku Thomas De La Rue, byla barevnější, plastičtější a s pokročilejšími ochrannými prvky. Celá emise mincí byla v roce 1962 vyražena ze slitiny mědi a cínu. V roce 1971 frank nahradil Guinejský syli v poměru 1 syli = 10 franků.

### Druhý guinejský frank
V roce 1985 se frank opět stal guinejskou měnou a paritně nahradil syli. Mince vydané v hodnotách 1, 5, a 10 franků měly ocelové jádro potažené mosazí, 25 franků byla z mosazi a (1987), mince 50 franků ze slitiny mědi a niklu se dostala do oběhu později (1994).
Bankovky byly nejdříve vydány v hodnotách 25, 50, 100, 500, 1000 a 5000 franků. Jeden rys činí tuto sérii bankovek jedinečnou oproti bankovkám jiných zemí; nápadné datum tisku umístěné v levém dolním rohu je součástí celkového vzhledu. Ve druhé sérii vydané roku 1998 již nebyly tištěny bankovky 25 a 50 franků, neboť byly nahrazeny mincemi. Třetí série roku 2006 uvedla do oběhu nové bankovky 500, 1000 a 5000 franků, které se podobají předchozím, ale mají pokročilejší ochranné prvky. Další změnou bylo zmenšení velikosti pětisetfrankové bankovky. Bankovka 10 000 byla uvedena do oběhu 11. června 2007.
Pamětní série sestávající z bankovek 1000, 5000, a 10 000 franků byla vydána v roce 2010 k připomenutí padesátého výročí nezávislosti. Na každé z bankovek je ve vodoznaku zobrazeno logo události.
Centrální banka Guineje vydala 9. července 2012 novou bankovku 10 000 franků, podobnou původní. Barva však byla změněna ze zelené na červenou a namísto písmen RG (Republique de Guinée) je vložen hologram. 11. května 2015 uvedla Centrální banka do oběhu bankovku 20 000 franků.
Nejnižší nominál, který je stále v oběhu, je bankovka 500 franků, nižší nominály vymizely kvůli zanedbatelné kupní síle.